# 사영 집합
집합론에서 사영 집합(射影集合, 영어: projective set)은 보렐 집합으로부터 사영과 여집합을 여러 번 취하여 얻을 수 있는, 폴란드 공간의 부분 집합이다.

## 정의
폴란드 공간 {\displaystyle X} 및 양의 정수 {\displaystyle n\in \mathbb {Z} ^{+}}에 대하여, {\displaystyle X}의 {\displaystyle {\boldsymbol {\Sigma }}_{n}^{1}} 집합과 {\displaystyle {\boldsymbol {\Pi }}_{n}^{1}} 집합 및 {\displaystyle {\boldsymbol {\Delta }}_{n}^{1}} 집합은 다음과 같이 재귀적으로 정의된다.
- {\displaystyle {\boldsymbol {\Sigma }}_{1}^{1}} 집합은 {\displaystyle X}의 해석적 집합이다.
- {\displaystyle {\boldsymbol {\Pi }}_{n}^{1}} 집합은 {\displaystyle X}의 {\displaystyle {\boldsymbol {\Sigma }}_{1}^{1}} 집합의 여집합이다.
- {\displaystyle X}의 부분 집합 {\displaystyle A\subseteq X}에 대하여, 다음 두 조건이 서로 동치이며, {\displaystyle {\boldsymbol {\Sigma }}_{n}^{1}} 집합은 이를 만족시키는 집합이다.
  - {\displaystyle A=\pi _{X}(C)}가 되는 폴란드 공간 {\displaystyle Y} 및 {\displaystyle {\boldsymbol {\Pi }}_{n-1}^{1}} 집합 {\displaystyle C\subset X\times Y}가 존재한다. 여기서 {\displaystyle \pi _{X}\colon X\times Y\to X}는 사영 함수이다.
  - 모든 비가산 폴란드 공간 {\displaystyle Y}에 대하여, {\displaystyle A=\pi _{X}(C_{Y})}가 되는 {\displaystyle {\boldsymbol {\Pi }}_{n-1}^{1}} 집합 {\displaystyle C_{Y}\subset X\times Y}가 존재한다.
- {\displaystyle {\boldsymbol {\Delta }}_{n}^{1}} 집합은 {\displaystyle {\boldsymbol {\Sigma }}_{n}^{1}} 집합이며 {\displaystyle {\boldsymbol {\Pi }}_{n}^{1}} 집합인 집합이다.

폴란드 공간 {\displaystyle X}의 부분 집합 {\displaystyle A\subseteq X}에 대하여, 사영 집합은 적어도 하나의 정수 {\displaystyle n}에 대하여 {\displaystyle {\boldsymbol {\Sigma }}_{n}^{1}} 집합인 부분 집합이다.
수슬린 정리(Суслин定理, 영어: Souslin’s theorem)에 따르면, 폴란드 공간 속에서 {\displaystyle {\boldsymbol {\Delta }}_{1}^{1}} 집합의 개념은 보렐 집합의 개념과 일치한다.:88, Theorem 14.11

### 표준 보렐 가측 공간의 경우
임의의 두 폴란드 공간 {\displaystyle X}, {\displaystyle Y} 사이의, 보렐 가측 공간 구조의 동형 {\displaystyle f\colon X\to Y}가 주어졌다고 하자. 그렇다면, {\displaystyle f} 아래 {\displaystyle {\boldsymbol {\Sigma }}_{1}^{1}(X)}와 {\displaystyle {\boldsymbol {\Sigma }}_{1}^{1}(Y)}가 일치하며, 사영 위계의 나머지 단계들의 정의는 위상 공간 구조에 직접적으로 의존하지 않으므로 마찬가지로 일치한다. 즉, 사영 위계는 오직 표준 보렐 가측 공간 구조에만 의존한다.

## 성질

### 연산에 대한 닫힘
임의의 폴란드 공간에 대하여, 다음이 성립한다.:314, Proposition 37.1
| 집합족                                          | 가산 교집합에 대해 닫힘 | 가산 합집합에 대해 닫힘 | 여집합에 대해 닫힘 | 연속 상에 대해 닫힘 | 연속 원상에 대해 닫힘 |
| ----------------------------------------------- | ----------------------- | ----------------------- | ------------------ | ------------------- | --------------------- |
| {\displaystyle {\boldsymbol {\Delta }}_{n}^{1}} | ⭕                      | ⭕                      | ⭕                 | ❌                  | ⭕                    |
| {\displaystyle {\boldsymbol {\Sigma }}_{n}^{1}} | ⭕                      | ⭕                      | ❌                 | ⭕                  | ⭕                    |
| {\displaystyle {\boldsymbol {\Pi }}_{n}^{1}}    | ⭕                      | ⭕                      | ❌                 | ❌                  | ⭕                    |

위 표에서, "연속 (원)상에 대해 닫힘"은 정의역과 공역을 폴란드 공간으로 하는 연속 함수에 대한 상 및 원상을 뜻한다.

### 포함 관계
보렐 위계와 유사하게, 다음과 같은 포함 관계가 성립하며, 이를 사영 위계(영어: projective hierarchy)라고 한다.:314, §37.A
{\displaystyle {\begin{matrix}&&{\boldsymbol {\Sigma }}_{1}^{0}&&&&{\boldsymbol {\Sigma }}_{2}^{0}&&&\cdots &&&&{\boldsymbol {\Sigma }}_{1}^{1}&&&&{\boldsymbol {\Sigma }}_{2}^{1}&&&\cdots \\&\nearrow &&\searrow &&\nearrow &&\searrow &&&&&\nearrow &&\searrow &&\nearrow &&\searrow \\{\boldsymbol {\Delta }}_{1}^{0}&&&&{\boldsymbol {\Delta }}_{2}^{0}&&&&{\boldsymbol {\Delta }}_{3}^{0}&\cdots &\to &{\boldsymbol {\Delta }}_{1}^{1}&&&&{\boldsymbol {\Delta }}_{2}^{1}&&&&{\boldsymbol {\Delta }}_{3}^{1}&\cdots \\&\searrow &&\nearrow &&\searrow &&\nearrow &&&&&\searrow &&\nearrow &&\searrow &&\nearrow \\&&{\boldsymbol {\Pi }}_{1}^{0}&&&&{\boldsymbol {\Pi }}_{2}^{0}&&&\cdots &&&&{\boldsymbol {\Pi }}_{1}^{1}&&&&{\boldsymbol {\Pi }}_{2}^{1}&&&\cdots \end{matrix}}}
여기서 {\displaystyle A\to B}는 모든 {\displaystyle A} 집합이 {\displaystyle B} 집합임을 뜻한다.
다음과 같은 함의 관계가 성립한다.
열린집합 → 보렐 집합 → 사영 집합
실수의 모든 사영 집합은 실수 구성 가능 전체 {\displaystyle L(\mathbb {R} )}에 속한다.
만약 사영 결정 공리가 성립한다면, 실수의 모든 사영 집합들은 다음 조건을 만족시킨다.
- 르베그 가측 집합이다.
- 준열린집합이다.
- 완전 집합 성질을 가진다.